# Junji Goto
Junji Goto (後藤 純二 Goto Junji?), född 9 augusti 1971 i Yamagata prefektur, är en japansk tidigare fotbollsspelare.
Goto började sin karriär 1994 i Kyoto Purple Sanga. Han avslutade karriären 1996.